# Franc Rozman

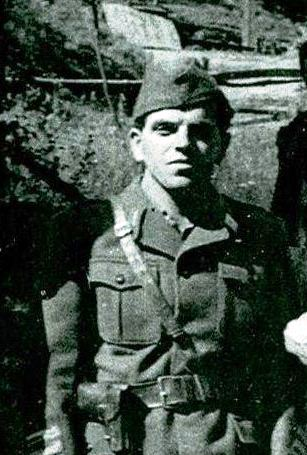
Franc Rozman-Stane (1943)

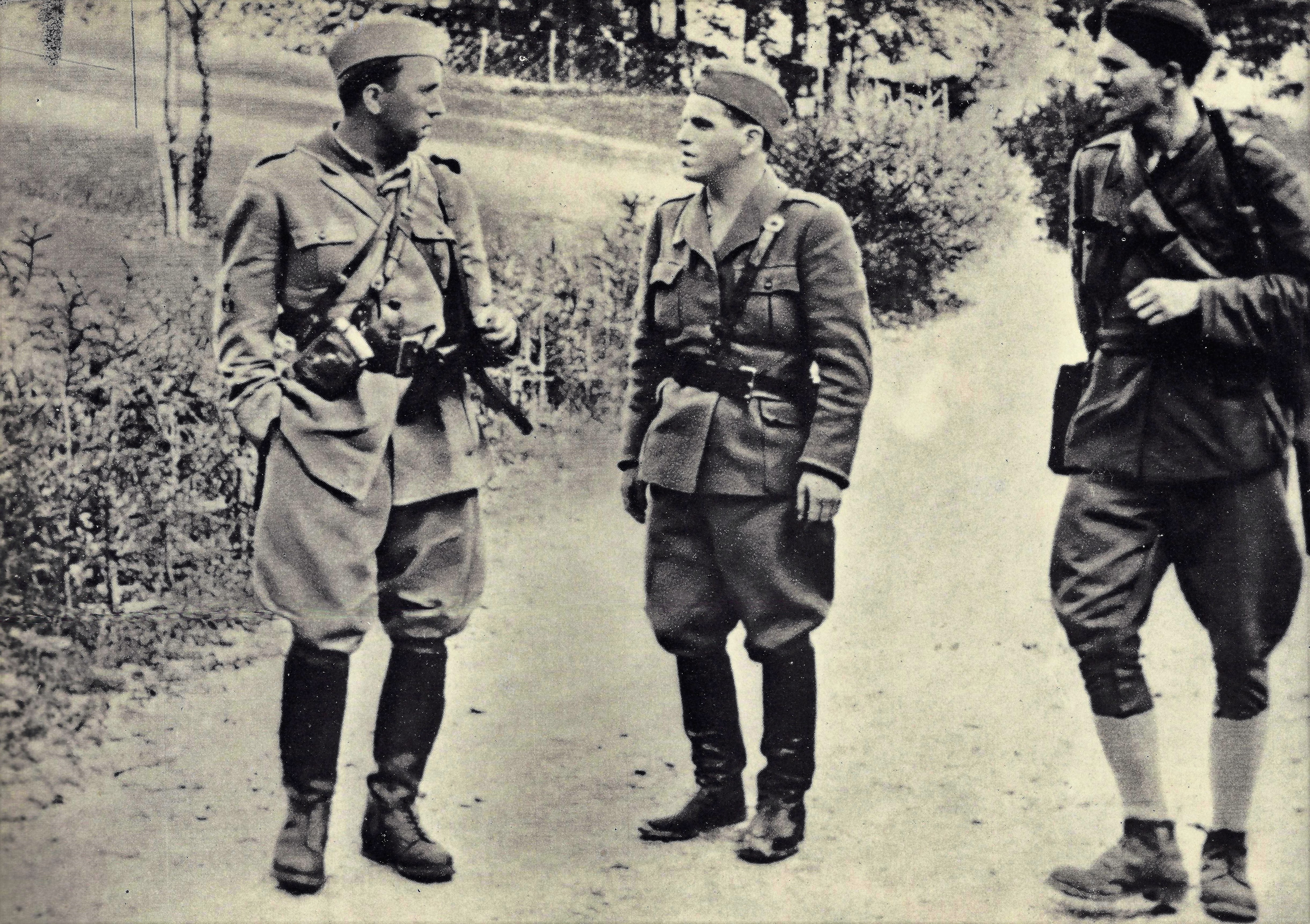
Mirko Bračič, Franc Rozman-Stane und Ivan Kovačič-Efenka (1943)

Franc Rozman, genannt Stane, auch Franc Rozman – Stane (geboren 27. März 1911 in Spodnje Pirniče, Gemeinde Medvode, Österreich-Ungarn; gestorben 7. November 1944 in Kanižarica, Gemeinde Črnomelj, Region Bela krajina, Königreich Jugoslawien), war ein jugoslawischer Partisanenführer im Zweiten Weltkrieg.

## Leben
Franc Rozman stammte aus ärmlichen Verhältnissen, sein Vater war Gleisarbeiter und fiel zu Beginn des Ersten Weltkriegs auf Seiten der österreichisch-ungarischen Armee an der Ostfront. Rozmans ältere Schwestern wurden daraufhin in einem Waisenhaus untergebracht, er selbst machte eine Bäckerlehre. 1932 absolvierte er seinen Wehrdienst in der jugoslawischen Armee.
Nach Ausbruch des Spanischen Bürgerkriegs 1936 meldete er sich für die Seite der Republikaner. Er wurde militärisch ausgebildet und in den Internationalen Brigaden als Offizier und Bataillonsführer eingesetzt. In Spanien wurde er im November 1936 Mitglied der Partido Comunista de España. Nach der Niederlage der Republikaner wurde er 1939 in Frankreich interniert und kehrte nach Jugoslawien zurück, wo er Mitglied der Kommunistischen Partei Jugoslawiens (KPJ) wurde.
Im April 1941 überfiel die deutsche Wehrmacht Jugoslawien, und Rozman wurde als Zwangsarbeiter nach Weimar deportiert. Er entfloh und ging zurück in das nun politisch zerstückelte Jugoslawien, welches in den Vasallenstaat Kroatien, in von Italien, Ungarn, Bulgarien, Albanien und dem Deutschen Reich annektierte und besetzte Gebiete, sowie das von Deutschland besetzte Serbien aufgeteilt worden war. Viele Regionen Jugoslawiens blieben allerdings für die verschiedenen Besatzungsmächte und ihre Kollaborateure unkontrollierbar. Dort herrschte die sich herausbildende Jugoslawische Volksbefreiungsarmee unter Marschall Tito, die nach dem deutschen Überfall auf die Sowjetunion einen Partisanenkrieg eröffnete.
Rozman schloss sich der im April 1941 gegründeten slowenischen Widerstandsorganisation Osvobodilna Fronta an. Ab Ende 1941 war er unter dem Decknamen Stane Soldat in der slowenischen Partisanenorganisation, die Teil der gesamtjugoslawischen Befreiungsorganisation war. Er wurde Ausbilder und Bataillonsführer des Štajerski bataljon und im April 1942 Brigadeführer für etwa 300 slowenische Partisanen. Im Juli 1943 wurde Stane Oberbefehlshaber der slowenischen Partisanen im Range eines Generalleutnants.
Stane starb nach einer verunglückten militärischen Übung mit einem Mörser, die genauen Umstände wurden nie geklärt.

## Gedenken

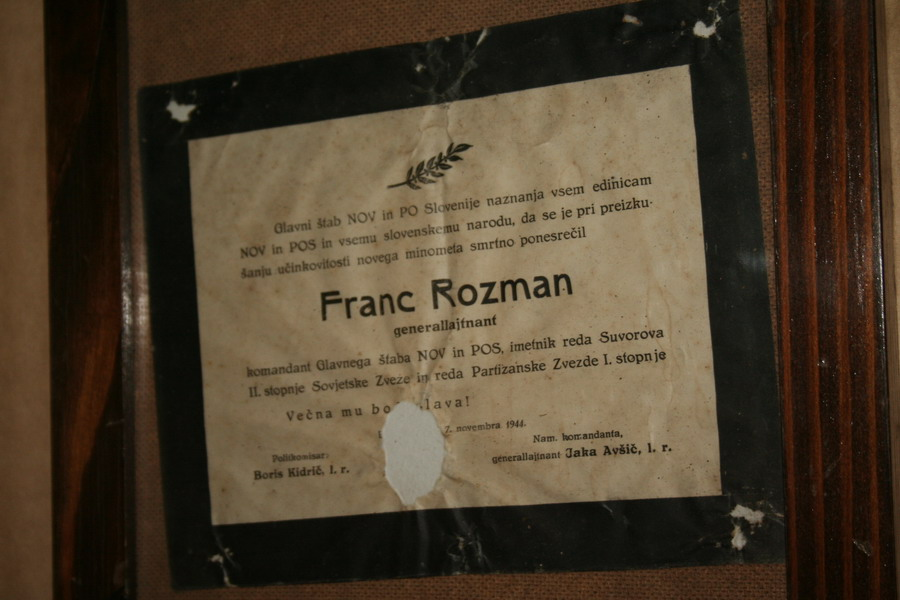
Parte, ausgestellt im Museum Partisanenlazarett Franja

2-Euro-Gedenkmünze von Slowenien, 2011

„Kommandant Stane“ erhielt postum am 11. November 1944 den Orden des Volkshelden und nach dem Zweiten Weltkrieg wurde er im vereinten kommunistischen Jugoslawien als Nationalheld gefeiert. Auch in der Republik Slowenien wurde er nach ihrer Gründung 1991 als nationale Identifikationsfigur dargestellt. Im Jahr 2011 wurde zu seinem 100. Geburtstag eine 2-Euro-Gedenkmünze geprägt, die euroweit gesetzliches Zahlungsmittel ist. In Maribor ist die Ulica heroja Staneta nach ihm benannt.
In Spodnje Pirniče ist in seinem Geburtshaus ein kleines Museum eingerichtet und eine Büste vor dem Haus aufgestellt worden.
Auch in Ljubljana steht ein Denkmal, und einige Schulen und Straßen in Slowenien tragen seinen Namen. Innenpolitisch umstritten war im Juni 2012 die Umbenennung der vordem nach ihm benannten Kasernen der Slowenischen Streitkräfte in „Vojašnica Edvarda Peperka“, diesmal nach einem Opfer des Slowenienkriegs 1991. Umstritten ist Rozman-Stanes Verantwortung für Massaker, die im Zusammenhang mit den Widerstandsaktivitäten von den jugoslawischen Partisanen verübt wurden.